# أفاكوبان
أفاكوبان (Avacopan)، الذي يُباع تحت الإسم التجاري تافنيوس(Tavneos) ، هو دواء يستخدم لعلاج التهاب الأوعية الدموية المرتبط بمضاد العدلات السيتوبلازمي (ANCA) .  وهذا يشمل الورم الحبيبي المصحوب بالتهاب الأوعية الدموية (GPA) والتهاب الأوعية المجهري (MPA).  و يؤخذ عن طريق الفم. 
تشمل الآثار الجانبية الشائعة لهذا العقار على؛الغثيان و الصداع و انخفاض خلايا الدم البيضاء و عدوى الجهاز التنفسي العلوي و الإسهال و القيء و التهاب الأنف و الحنجرة.  قد تشمل الآثار الجانبية الأخرى على مشاكل في الكبد، و ردود الفعل التحسسية، و الالتهابات.  أما السلامة غير واضحة أثناء الحمل.  و هو خصم مكمل لمستقبل 5a (C5aR). 
تمت الموافقة عليه للاستخدام طبيًا في اليابان و الولايات المتحدة في عام 2021، و في أوروبا في عام 2022.    في المملكة المتحدة، يكلف شهر العلاج هيئة الخدمات الصحية الوطنية حوالي 5500 جنيه إسترليني اعتبارًا من عام 2022.  و يكلف هذا المقدار في الولايات المتحدة حوالي 14400 دولار أمريكي. 